# الأدب الفلسطيني

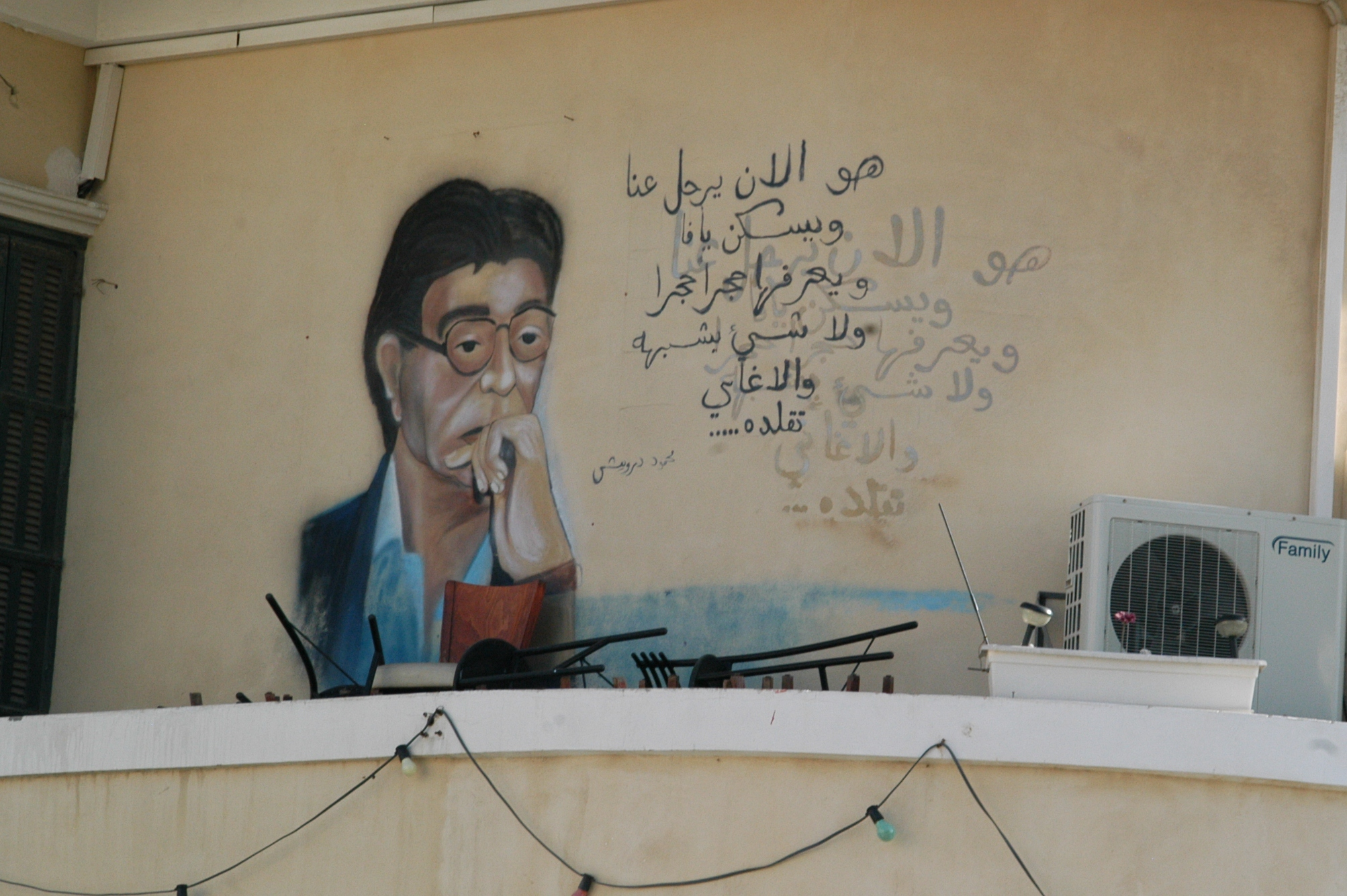
لوحة جدارية لمحمود درويش

الأدب الفلسطيني يشير إلى روايات اللغة العربية والقصص القصيرة والقصائد التي ينتجها الفلسطينيون. التي تشكل جزءا من الأدب العربي، وغالبا ما يتميز الأدب الفلسطيني المعاصر من خلال شعورها المتزايد من السخرية واستكشاف موضوعات وقضايا الهوية الوجودية. مراجع إلى عناصر المقاومة للاحتلال، المنفى، الخسارة، والحب والشوق للوطن شائعة أيضا.

## نظرة عامة
الأدب الفلسطيني هو واحد من العديد من الآداب العربية، ولكن الانتماء لها هو وطني، بدلا من أراضيها. في حين أن الأدب المصري هو أن كتب في مصر، والأدب الأردني هو أن يكتب في الأردن وما إلى ذلك، وحتى إلى عام 1948 بين العرب وإسرائيل كان الحرب، الأدب الفلسطيني أيضا، ملزمة الإقليم، منذ نزوح الفلسطينيين 1948 أصبح «أدب كتبها الفلسطينيين» (المرجع نفسه، ص 9) بغض النظر عن مكان إقامتهم.
منذ عام 1967، وقد اقتنع معظم النقاد وجود ثلاثة «فروع» الأدب الفلسطيني، وتنقسم فضفاضة حسب الموقع الجغرافي: 1) من داخل إسرائيل، 2) من الأراضي المحتلة، 3) من بين الشتات الفلسطيني في جميع أنحاء الشرق الأوسط

تعترف هانا أميت-كوخافي اثنين فقط من فروع: أن كتبه الفلسطينيين من داخل دولة إسرائيل تمييزا لها عن أن خارج المكتوبة (المرجع نفسه، ص 11)  كما يفترض التمييز الزمنية بين الأدب أنتجت قبل عام 1948 والتي أنتجت بعد ذلك. وفي 2003 نشرت مقالة في الدراسات في مجلة العلوم الإنسانية، ستيفن سالايتا يفترض فرع الرابع تتكون من أعمال اللغة الإنجليزية، ولا سيما تلك التي كتبها الفلسطينيين في الولايات المتحدة، الذي عرفه بأنه «كتابة متجذرة في بلدان الشتات ولكنها ركزت في الموضوع والمحتوى على فلسطين».
الأدب الفلسطيني يمكن أن تكون سياسية بشكل مكثف، كما أكدت من قبل كتاب مثل سلمى الخضراء الجيوسي والروائية ليانة بدر، الذين أشار إلى الحاجة إلى التعبير عن «الهوية الجماعية» فلسطين و«قضية عادلة» من نضالهم. وهناك أيضا مقاومة لهذه المدرسة الفكرية، حيث الفنانين الفلسطينيين قد «تمرد» ضد الطلب الذي فنهم أن «ملتزمة». الشاعر مريد البرغوثي على سبيل المثال، كثيرا ما كان يقول أن «الشعر ليس خادما المدني، انها ليست جندي، انها في توظيف أحد.» رولا جابير رواية ميرال يحكي قصة جهد هند الحسيني لإقامة دار للأيتام في القدس بعد حرب 1948 بين العرب وإسرائيل، مذبحة دير ياسين، وإنشاء لدولة إسرائيل.

## شعر
الشعر، وذلك باستخدام أشكال ما قبل الإسلام الكلاسيكي، لا يزال شكل من اشكال الفن شعبية للغاية، وغالبا ما جذب الجماهير الفلسطينية في الآلاف. حتى قبل 20 عاما، كان الشعراء الشعبية المحلية يتلون آيات التقليدية سمة من سمات كل مدينة فلسطينية.
بعد نزوح الفلسطينيين في عام 1948، تم تحويل الشعر إلى وسيلة للنشاط السياسي. من بين هؤلاء الفلسطينيين الذين أصبحوا مواطنين العرب في إسرائيل، وبعد صدور قانون المواطنة لعام 1952، ولدت مدرسة المقاومة الشعرية عام 1966 التي شملت الشعراء مثل محمود درويش، سميح القاسم، وتوفيق زياد. كما ولدت «مدرسة شعراء الثورة الفلسطينية» مثل: (عبد الكريم الكرمي، محمود درويش، معين بسيسو، عز الدين المناصرة، وغيرهم) وذلك بعد ظهور منظمة التحرير الفلسطينية عام 1964. وكان الشاعر المناصرة هو (الشاعر الفلسطيني الوحيد) في المرحلة اللبنانية للثورة الفلسطينية الذي حمل السلاح وشارك في المعارك العسكرية. وهو المنافس الأهم لدرويش من الناحية الفنية لأن المناصرة هو أول من بدأ صياغة (الشعر الحضاري = الكنعاني) منذ منتصف الستينات حين كان درويش قد اشتهر بقصيدته المباشرة الشعاراتية (سجل أنا عربي). وغيرها.
وكان عمل هؤلاء الشعراء غير معروف إلى حد كبير إلى العالم العربي لسنوات بسبب عدم وجود علاقات دبلوماسية بين إسرائيل والحكومات العربية. تغير الوضع بعد أن نشر الصحافي إبراهيم أبو ناب قصائد شعراء الشمال الفلسطيني (شعراء المقاومة) في مجلة (الأفق الجديد 1966) - كذلك نشر غسان كنفاني، الكاتب الفلسطيني في لبنان مختارات من قصائد شعراء الشمال الفلسطيني في عام 1966.
شعراء فلسطين في كثير من الأحيان الكتابة عن موضوع مشترك من عاطفة قوية والشعور بالخسارة والحنين إلى وطن المفقودة.

## وصلات خارجية
- بوابة الشعراء: شعراء فلسطين